# 연각
연각(緣覺, 산스크리트어: pratyeka-buddha, 프라트예카 붓다, 산스크리트어: pacceka-buddha, 빳쩨까 붓다, 영어: one enlightened by himself, solitary realizer, enlightened by contemplation on dependent arising)의 산스크리트어 원어 프라트예카(pratyeka)와 팔리어 원어 빳쩨까(pacceka)는 모두 '홀로(each one, single)' 또는 '도움을 받지 않고(by oneself)'를 뜻한다. 원어의 문자 그대로의 뜻에 따르면, 프라트예카 붓다 또는 빳쩨까 붓다는 다른 이의 가르침에 의하지 않고 스스로 깨달은 이를 뜻하는데, 한역 경전과 논서들에서는 이러한 원어의 문자 그대로의 뜻을 반영하여 독각(獨覺)이라고 번역되는 경우도 많다. 예를 들어, 현장(玄奘: 602~664)이 번역한 《대반야바라밀다경》《대비바사론》《구사론》《유가사지론》 등에서는 독각이라는 낱말을 사용하고 있다.
음역하여 발랄예가불타(鉢剌翳迦佛陀) · 필륵지저가불(畢勒支底迦佛) · 구지가불(貝支迦佛) 또는 벽지가불(辟支迦佛)이라고도 하는데, 음역어를 사용하는 불교 경전들과 논서들에서는 벽지가불(辟支迦佛)을 줄여서 흔히 벽지불(辟支佛)이라고 한다. 예를 들어, 구마라습(鳩摩羅什: 344~413)이 번역한 《대지도론》 등에서 벽지불(辟支佛)이라는 낱말을 사용하고 있다.
한자어 연각(緣覺)의 문자 그대로의 뜻은 '연(緣)으로 깨쳤다'는 뜻으로 '12연기를 관찰하여 깨달음을 증득한 이'를 뜻한다. 12연기를 관찰하여 홀로 깨쳤다는 뜻에서 연1각(緣一覺)이라고도 하고 인연법을 관찰하여 깨쳤다는 뜻에서 인연각(因緣覺)이라고도 한다.  이러한 해석은 대승불교에서 성문승 · 연각승 · 보살승의 3승(三乘)의 교의를 주장하면서 성립된 것으로, 3승의 교의에서 성문승(聲聞乘)은 '4성제의 관찰이라는 탈것[乘]'을 뜻하고, 연각승(緣覺乘)은 '12연기의 관찰이라는 탈것[乘]'을 뜻하고 보살승(菩薩乘)은 '6바라밀의 실천이라는 탈것[乘]'을 뜻한다. 원래 연각승이라는 말은 '12연기의 관찰이라는 탈것' 즉 12연기의 현관(現觀)이라는 수행 또는 교법을 의미했으나, 이러한 수행 또는 교법에 의지하여 성도(聖道)를 나아가는 이들도 함께 가리키는 말이 되었다. 이에 따라 연각(緣覺)과 연각승(緣覺乘)은 서로 동의어로 사용되게 되었다. 연각 또는 연각승이라는 낱말은 3승의 교의를 주장하거나 지지하는 대승불교 경전과 논서들에서 주로 사용된다.
한역 《아함경》에서는 연각(緣覺) 또는 벽지불(辟支佛)이라는 낱말을 사용하고 있다. 독각(獨覺)이라는 낱말이 사용되고는 있으나 연각 또는 벽지불을 가리키는 뜻으로 사용되고 있지 않으며, 고타마 붓다가 무사독오(無師獨悟)한 것 즉 스승에 의하지 아니하고 스스로 깨달음을 증득한 것을 가리키는 뜻에서 사용되고 있다. 참고로 《아함경》의 한역은 대승경전과 논서와 동시대에 이루어졌고, 현장(玄奘: 602~664) 이전에 이루어졌다.